# Joseph Scally
Joseph Scally (Lake Grove, Suffolk megye, New York, 2002. december 31. –) amerikai válogatott labdarúgó, a német Borussia Mönchengladbach játékosa.

## Pályafutása

### Klubcsapatokban
2015-ben került a New York City akadémiájára, majd 2018. március 15-én aláírta első profi szerződését a klubbal, ezzel az MLS történetének második legfiatalabb játékosa lett Freddy Adu után, aki profi szerződést kapott. Június 6-án mutatkozott be az első csapatban a New York Red Bulls ellen 4–0-ra elvesztett kupa találkozó 57. percében, ekkor David Villa cseréjeként. 2019. november 13-án bejelentették, hogy a Borussia Mönchengladbach szerződtette őt, de csak 2021 januárjában csatlakozik a németekhez, addig a New York City csapatában marad.

### A válogatottban
2017-ben 5 alkalommal lépett pályára az amerikai U15-ös válogatottban és ezeken a mérkőzéseken egy gólt szerzett. Ugyanebben az évben az U17-esek között is bemutatkozhatott. 2019-ben bekerült a U17-es labdarúgó-világbajnokságra és az U17-es CONCACAF-bajnokságra készülő keretbe.

## Statisztikák

### A válogatottban
| Válogatott       | Év       | Pályára lépés | Gól |
| ---------------- | -------- | ------------- | --- |
| Egyesült Államok | 2022     | 3             | 0   |
| Egyesült Államok | 2023     | 3             | 0   |
| Összesen         | Összesen | 6             | 0   |

## Sikerei, díjai
Amerikai válogatott
- CONCACAF Nemzetek ligája
  - Győztes (1): 2022–23